# Печёркино (Свердловская область)
Печёркино — село в Пышминском городском округе Свердловской области России.

## Географическое положение
Печёркино расположено в 16 километрах (по дорогам в 18 километрах) к северо-западу от посёлка Пышма, на обоих берегах реки Юрмач (правого притока реки Пышмы), в устье правого притока — реки Боровой. Ниже по течению Юрмача и юго-восточнее села соответственно цепью тянутся соседние деревни: Юдина, Фролы, Заречная.

## Население
| 2002 | 2010 | 2021 |
| ---- | ---- | ---- |
| 614  | ↗618 | ↘541 |